# Orlando Facada
Orlando Facada es un jinete brasileño que compitió en la modalidad de doma. Ganó dos medallas de bronce en los Juegos Panamericanos de 1983, en las pruebas individual y por equipos.

## Palmarés internacional
| Juegos Panamericanos | Juegos Panamericanos | Juegos Panamericanos | Juegos Panamericanos |
| Año                  | Lugar                | Medalla              | Categoría            |
| -------------------- | -------------------- | -------------------- | -------------------- |
| 1983                 | Caracas (Venezuela)  | Medalla de bronce    | Individual           |
| 1983                 | Caracas (Venezuela)  | Medalla de bronce    | Por equipos          |